# Ени-Дизахлы
Ени-Дызахлы (азерб. Yeni Dızaxlı, лезг. ЦIийи Дизахли) — село в Габалинском районе Азербайджана. Расположено примерно в 18,5 км от районного центра — города Габала.

## История
Образовалось 24 июня 2005 года путём отделения от селения Дизахлы.

## Население
В селе проживает 1800 человек. Этнический состав пункта смешанный, состоит из лезгин и азербайджанцев.